# Barcelona Open Banco Sabadell 2019
Barcelona Open Banco Sabadell 2019 — тенісний турнір, що проходив на кортах з твердим покриттям у місті Барселона, Іспанія з 22 квітня. Належав до категорії ATP Tour 500, був турніром серії Відкритий чемпіонат Барселони з тенісу 2019 року.

## Фінальна частина

### Одиночний розряд
Домінік Тім —  Данило Медведєв 6–4, 6–0

### Парний розряд
Хуан Себастьян Кабаль /  Роберт Фара —  Джеймі Маррей /  Бруно Соарес 6–4, 7–6(7–4)